# Sevtap Baycılı
Sevtap Baycılı, ook vaak Sevtap Baycili (Istanboel, 1968) is een Nederlandse auteur van Turkse afkomst.

## Jeugd en opleiding
Baycılı volgde de middelbare school in haar geboortestad waarna ze afstudeerde aan de Universiteit van Istanboel als filosoof.

## Emigratie en debuut
Na haar studie verhuisde ze naar Nederland. Niet lang daarna debuteerde ze bij uitgeverij De Geus met het boek De Markov-keten.

## Verdere publicaties
Bij uitgeverij Van Gennep liet ze vervolgens haar boek De nachtmerrie van de allochtoon uitgeven. Haar meest recente werk is het non-fictie boek Donderpreken dat verscheen bij Prometheus. Hierin analyseert Baycılı het multiculturele debat in Nederland aan het begin van deze eeuw.